# Поліщук Йосип Адамович
Йосип Адамович Поліщук (18 листопада 1907, Користова — 1978) — український радянський психіатр, доктор медичних наук.

## Біографія
Народився 18 листопада 1907 року в селі Користові (нині Волочиського району Хмельницької області) в багатодітні родині селянина-коваля. Після закінчення Волочиської семирічної трудової школи навчався в Проскурівській, а потім у Кам'янець-Подільській медпрофшколі, після закінчення якої в 1925 році був направлений як лікпом у село Пасат Балтського району Молдавської АРСР, де завідував фельдшерсько-акушерським пунктом.
У 1926 році вступив на охматдетський факультет Київського медичного інституту, який успішно закінчив в 1931 році. Під час навчання в інституті брав активну участь в роботі студентського гуртка на кафедрі психіатрії, очолюваної професором В. М. Гаккебушем, а також брав активну участь у громадському житті інституту, був секретарем комсомольської організації, головою студентського товариства.
Після закінчення інституту був направлений на роботу в смт Теофіполь Хмельницької області, де протягом 1,5 років працював на посаді завідувача райвідділи охорони здоров'я, поєднуючи цю роботу з діяльністю практичного лікаря.
З 1932 по 1934 рік навчався в аспірантурі з психіатрії Українського психоневрологічного інституту, в клініці, якою керувала Г. Ю. Сухарєва. Навчання в аспірантурі поєднував з роботою в біохімічній лабораторії даного інституту, якою керував професор М. А. Чалісов. З 1934 по 1941 рік — асистент кафедри психіатрії психоневрологічного інституту та кафедри психіатрії 1-го Харківського медичного інституту, очолюваної професором В. П. Протопоповим. В цей період поєднував педагогічну роботу з науковою на посаді старшого наукового співробітника УПНІ і з адміністративною — завідував психіатричним відділенням. Брав активну участь у громадському житті інституту — був членом та головою місцевого комітету, депутатом Червонозаводської районної ради міста Харкова. В 1938 році захистив кандидатську дисертацію на тему «Про токсичний фактор при шизофренії».
У 1941 році в званні військлікаря III рангу був призваний до лав Червоної Армії і призначений на посаду старшого лікаря полку. Брав участь у військових діях. При прориві з оточення в районі Баришівки потрапив в полон і знаходився в Дарницькому таборі для військовополонених. Вирвавшись з табору, працював спочатку лікарем-інфекціоністом Волочиської райлікарні, а потім в призовній комісії Волочиського райвійськкомату.
У серпні 1944 року був зарахований на посаду доцента кафедри психіатрії Київського інституту удосконалення лікарів. Поряд з цим поєднував педагогічну роботу на психоневрологічному факультеті 2-го Київського медичного інституту з науковою роботою на посаді старшого наукового співробітника відділу психіатрії Інституту клінічної фізіології АН УРСР (1944–1950 роки). З 1954 року і до кінця життя завідував кафедрою психіатрії Київського інституту удосконалення лікарів, де в період з 1959 по 1961 рік був деканом, а з 1961 по 1966 рік — проректором з наукової роботи. В 1956 році захистив докторську дисертацію на тему «Значення особливостей організму і слідових чинників у патогенезі шизофренії та маніакально-депресивного психозу».

Могила Йосипа Поліщука

Помер у 1978 році. Похований в Києві на Байковому кладовищі.

## Наукова і громадська діяльність
Автор понад 110 наукових праць, у тому числі 4 монографії та 2 науково-популярних видання:
- «Шкідливий вплив алкоголю на потомство» (1962);
- «Біохімічні синдроми в психіатрії» (1967);
- «Атлас для експериментального дослідження психічної діяльності людини» (1968, 1980);
- «Психічне здоров'я» (1975);
- «Шизофренія» (1976);
- «Клінічна генетика в психіатрії» (1981).

Під його керівництвом підготовлено та захищено 9 докторських і 19 кандидатських дисертацій. Понад 3000 лікарів-психіатрів пройшли спеціалізацію та удосконалення на кафедрі психіатрії. Серед його учнів Л. О. Булахова, А. В. Олійник, В. С. Шапошников, Н. М. Попович, В. Н. Кузнєцов, К. М. Михайлова, А. Е. Відренко, І. А. Ванштейн, Е. С. Ліщук, П. Т. Петрюк та інші.
Свою наукову, лікувальну і педагогічну діяльність Йосип Адамович поєднував з великою суспільно-організаторською роботою: був членом президії Всесоюзного товариства невропатологів і психіатрів, заступником голови правління Республіканського товариства невропатологів і психіатрів, головним психіатром Міністерства охорони здоров'я України (протягом 17 років), членом редколегії журналу «Лікарська справа», керівником методологічного семінару для професорів Київського інституту удосконалення лікарів «Філософські проблеми біології та медицини», активним організатором і учасником психіатричних з'їздів і конференцій, головою секції з розповсюдження медичних знань республіканського товариства «Знання».

## Відзнаки
Нагороджений орденом Трудового Червоного Прапора, медалями «За оборону Києва», «За трудову доблесть», Почесною грамотою Президії Верховної Ради УРСР.